# San Bartolomé Club de Fútbol
El San Bartolomé C. F. es un club de fútbol de España, radicado en el pueblo de San Bartolomé (Las Palmas). Fue fundado el 1 de agosto de 1972 y juega en la Tercera Federación Grupo Canario.

## Historia

### Inicios
El San Bartolomé C. F. nace en agosto del 1972 tras la decisión del Ayuntamiento de San Bartolomé de crear un equipo para el ocio de sus ciudadanos. El San Bartolomé Club de Fútbol es un equipo con alrededor de 50 años de historia. Dentro de sus logros se encuentran dos Copas Regionales de la isla de Lanzarote y el tan exitoso ascenso a la Regional Preferente en la temporada de 2010-11.

### Época dorada
Sin duda que la temporada 2010-2011 será recordada por todos los aficionados del SB puesto que por primera vez en su historia el San Bartolomé C. F. sube de categoría ascendiendo de la 1.ª Regional de Lanzarote a la Regional Preferente de Las Palmas. Pero no solo será recordada por ese ascenso sino también en esa misma temporada la ''batata mecánica'' consiguió un meritorio triunfo en la Copa Regional de Lanzarote.

### Temporada 2010-11
En la Copa Regional, la temporada para el San Bartolomé C. F. comenzó con la disputa de la Copa Regional de Lanzarote. El conjunto batatero quedó encuadrado en el Grupo B junto con el Sporting Tías (B), Club Deportivo Lomo, Club Deportivo Tinajo y Haría Club de Fútbol. Quedando encuadrados en el otro grupo el Grupo A Club Deportivo Tite, Club Deportivo Tahiche, Atlético Tiense, Club Deportivo Arrecife e Internacional de Playa Honda. En la 1ª jornada de la Copa Regional el SB se enfrentó al Haría C. F. partido que resolvió ganando por un 2-0 en casa. En la 2ª jornada le tocó jugar fuera de casa en el estadio Agapito Reyes Viera de Altavista frente al C. D. Lomo fue un choque muy duro donde el San Bartolo consiguió sacar los tres puntos gracias a un gol del jugador Fernando Vega González "Ito", ganando 0-1 por lo que el San Bartolomé C. F. lograba ponerse en solitario al frente del Grupo B de la Copa Regional de Lanzarote.  En la 3ª jornada el San Bartolomé tuvo jornada de descanso por tanto no disputó ningún partido. La 4.ª jornada se presentaba muy difícil donde el equipo buscaba la clasificación para la finalísima de la Copa Regional, el conjunto se enfrentaba al filial del Sporting Tías C. F., el encuentro acabó con un empate a uno en casa lo que demostró la dificultad del partido aun así el equipo batatero seguía como líder del Grupo B. La última y 5.ª jornada del Grupo B se presentaba definitiva para el SB, el equipo se encontraba líder del Grupo B con un punto de diferencia sobre el segundo clasificado el C. D. Tinajo precisamente el equipo con el que se enfrentaban en la última y decisiva jornada, para clasificarse a la final solo necesitaban ganar o empatar pero nunca perder y el equipo cumplió y el resultado fue un empate a uno fuera de casa. Finalmente el equipo acabó como primero del Grupo B como se refleja en la clasificación lo cual le clasificó a la final de la Copa Regional de Lanzarote. La final de la Copa Regional se presentaba por todo lo alto donde el C. D. Tahíche (Campeón del Grupo A) jugaba contra el San Bartolomé C. F. (Campeón del Grupo B) una final que se presentía muy emocionante. El partido correspondiente a la II Copa Ayuntamiento de Arrecife de 1ª Regional conocida también como Copa Regional se disputaba en el Agapito Reyes Viera ante aficionados de ambos equipos, como se preveía el partido estuvo muy reñido y el título se resolvió gracias a un tanto en los últimos minutos del choque del gran capitán Rubén González Perdomo. Victoria y primer título de la temporada para el San Bartolomé Club de Fútbol que de paso revalido su título puesto que ganó la I Copa Ayuntamiento de Arrecife durante la temporada pasada (2009/10).
1ª Regional. Tras el exitoso triunfo en la Copa Regional el conjunto batatero tenía que afrontar el verdadero reto de la temporada que era la clasificación para los play-off de ascenso a la Regional Preferente. Para ello el SB se debía enfrentar a otros 9 equipos puesto que la 1ª Regional de Lanzarote estaba compuesta por 10 equipos (contando al San Bartolomé). El sorteo del calendario deparó que en la 1ª jornada el San Bartolo debía enfrentarse al Haría C. F. en lo que fue el choque más atractivo de la jornada inaugural. El encuentro disputado en el pueblo de Haría demostró ser duro y se reflejó en el 1-1 en el marcador final, con lo que el San Bartolo sumaba su primer punto. En la 2ª jornada el rival fue el Sporting Tías C. F. (B) y el debut batatero en casa donde el San Bartolomé se llevó el gato al agua (o sea los tres puntos) con un ajustado 3-2. En la 3ª jornada llegó el primer mazazo para el SB con la primera derrota de la temporada en partido oficial (puesto que durante toda la Copa Regional y las dos primeras jornada de 1ª Regional había estado imbatido). El partido era fuera de casa frente al C. D. Tinajo, el equipo perdió 2-0 con goles en los cinco últimos minutos de encuentro. Para la 4.ª jornada el SB se enfrentó al C. D. Lomo en casa con victoria 2-1 para la batata mecánica. En la 5.ª jornada reparto de puntos con un aburrido 0-0 contra el C. D. Tahíche en campo de ellos. Pero tras este partido el San Bartolomé C. F. cosechó la friolera racha de ocho partidos consecutivos ganando lo cual casi aseguró su presencia en los play-off de ascenso a la Regional Preferente y la cual coloco al SB en primera posición de la 1ª Regional lugar que no abandonaría nunca. La racha comenzó en la 6ª jornada con una victoria por 3-1 en casa del San Bartolo al C. D. Arrecife, la segunda victoria vino tras el parón navideño el partido correspondiente a la 7ª jornada jugado fuera de casa donde el SB venció por un ajustado uno a dos al C. D. Tite y la tercera vino en la 8.ª jornada con un apabullante triunfo por 3-0 en casa frente al Atlético Tiense. En la 9.ª jornada llegó el derbi frente al Inter de P.H. fuera de casa donde el equipo venció por 1-4 y sumó su cuarta victoria consecutiva. La quinta vino en la 10ª jornada con un triunfo en casa por 2-1 frente al Haría C. F. en lo que fue el comienzo de la segunda vuelta de competición de la 1ª Regional de Lanzarote. En la 11ª jornada el equipo se enfrentó al filial del S. Tías fuera de casa con una victoria por 1-3 para sumar su sexta victoria consecutiva. Luego vino en la 12ª jornada el siempre emocionante encuentro contra el C. D. Tinajo donde los batateros ganaron por 3-1 en casa, donde de paso el San Bartolo abrió hueco en la clasificación puesto que el conjunto tinajero ocupaba la segunda posición y donde también el conjunto batatero sumó su séptima victoria consecutiva. La octava victoria consecutiva llegó en la 13ª jornada frente al C. D. Lomo donde ganaron con un cómodo 0-3 fuera de casa. Obviamente la racha se tenía que romper y ocurrió en la siguiente jornada la 14ª y fue un empate 1-1 ante el siempre difícil C. D. Tahiche en casa. Para la 15ª jornada el San Bartolo consiguió una abultada victoria por 0-4 frente al C. D. Arrecife a domicilio.

## Colores y uniforme
Los colores del equipo son el rojo y el banco. Ya en un tercer lugar se encuentra el color azul. El pueblo de San Bartolomé (Las Palmas) tiene como color significativo el color oro o dorado.
- Uniforme titular: Camiseta rojiblanca, pantalón azul y medias rojiblancas o rojas.
- Uniforme suplente: Camiseta azul, pantalón azul o blanco y medias rojas o blancas o azules.

El patrocinador que luce en la camiseta es Cocinas Hermasur, empresa de Arrecife (España). El conjunto batatero es vestido en su primera equipación por la marca internacional Adidas y en la segunda equipación, ropa de entrenamiento y ropa del equipo técnico por la marca también internacional Joma.

## Aficionados
Un aficionado Batatero, luce con orgullo la bandera de San Bartolomé en la totalidad de los partidos locales y visitantes en los que juega el SB. Cuenta la leyenda que la persona en cuestión siempre suele "cogerla prestada" (robarla) del balcón del Ayuntamiento de San Bartolomé la noche anterior a los partidos que disputa el equipo. Su mejor momento fue con el ascenso a Preferente del equipo en la temporada 2010-11.

## Rivalidad y hermanamiento
Presenta rivalidad con el Internacional de Playa Honda, equipo también del Municipio de San Bartolomé (Las Palmas) de la isla de Lanzarote, y con el que comparte fondos públicos. Por otro lado existe un hermanamiento con la afición de la U. D. Lanzarote en los desplazamientos de ambos equipos y en la felicitación mutua ante los triunfos de ambos equipos.

## Estadio
El estadio Municipal de las Palmeras, antiguo Municipal de San Bartolomé, fue fundado en 1972 y tiene una capacidad para 2.000 personas, es ampliable con gradas móviles y en su época fue compartido con el Internacional de Playa Honda. Es de césped artificial de última generación, homologado por la FIFA.

## Datos del club
- Temporadas en 1ª: 0
- Temporadas en 2ª: 0
- Temporadas en 2ªB: 0
- Temporadas en 3ª: 1
- Temporadas en Regional Preferente: 2
- Temporadas en Primera Regional: 39
- Mejor puesto en la liga: 1º (Primera Regional temporada 10-11)
- Mejor puesto en la liga (categoría superior): 6º (Regional Preferente temporada 11-12)

## Presidentes

### Presidentes del San Bartolomé C. F.
- (No disponible-Actualidad...):  Juan Elvira Tabares

## Torneos amistosos
- Torneo Triangular de San Bartolomé